# Liste der Museen im Landkreis Weilheim-Schongau
Die Liste der Museen im Landkreis Weilheim-Schongau  gibt einen Überblick über aktuelle und ehemalige Museen im Landkreis Weilheim-Schongau in Bayern.

## Aktuelle Museen
| Gemeinde                    | Name                                   | Kurzbeschreibung | gegründet/ eröffnet | Träger                                                          | Standort                                    | Bild           | Link |
| --------------------------- | -------------------------------------- | --- | ------------------- | --------------------------------------------------------------- | ------------------------------------------- | -------------- | ---- |
| Bernbeuren                  | Auerbergmuseum                         | Das Museum führt durch die Siedlungsgeschichte des Auerbergs und der Gemeinde Bernbeuren. | 17. Mai 2009        | Gemeinde Bernbeuren                                             | Kiebelehaus                                 | weitere Bilder |      |
| Bernried am Starnberger See | Buchheim Museum (Museum der Phantasie) | Das Museum zeigt in wechselnden Ausstellungen überwiegend Werke expressionistischer Künstler. Eine Dauerausstellung erinnert an das Leben und Wirken des Autors, Malers und Sammlers Lothar-Günther Buchheim.                | 23. Mai 2001        | Buchheim Stiftung                                               | Höhenrieder Park                            | weitere Bilder |      |
| Pähl                        | Kupfermuseum                           | Die private Sammlung umfasst Kunstwerke und Gebrauchsgerät aus Kupfer sowie themenbezogene Gemälde, Grafiken und Skulpturen.                                                                                                 | 2006                | Privat                                                          | Fischen am Ammersee                         | weitere Bilder |      |
| Peißenberg                  | Bergbaumuseum                          | Im ehemaligen Zechenhaus wird die Geologie und Technik des Pechkohlebergbaus erläutert. Daneben ist eine Ausstellung von Großgeräten zu sehen. Zur Museumsführung gehört die Einfahrt in einen Bergwerksstollen.             | 2. Juli 1988        | Markt Peißenberg                                                | Tiefstollen                                 | weitere Bilder |      |
| Peiting                     | Museum im Klösterle                    | Das Museum dokumentiert die Geschichte der Marktgemeinde von der Vorgeschichte bis zur jüngeren Vergangenheit mit Exponaten zum Bergbau, Skilauf sowie Jagd und Fischerei.                                                   |                     |                                                                 | Ehemaliges Kloster und Schulhaus            |                |      |
| Peiting                     | Villa rustica                          | Die freigelegten Reste des Badegebäudes eines römischen Landguts sind zusammen mit einer Sammlung von Grabungsfunden durch einen verglasten Bau geschützt. Rund herum geben Schautafeln einen Eindruck von der Gesamtanlage. | 2012                | Förderverein Villa Rustica Peiting e. V.                        | Kreuther Weg                                | weitere Bilder |      |
| Penzberg                    | Bergwerksmuseum                        | Das Museum erläutert anhand von Exponaten, historischen Karten, Modellen und Medienstationen die Geschichte des Penzberger Bergbaus.                                                                                         | 1968                | Stadt Penzberg                                                  | Untergeschoss der Realschule                |                |      |
| Penzberg                    | Museum Penzberg                        | Die Sammlung Campendonk zeigt Werke des Malers Heinrich Campendonk. Die stadtgeschichtliche Ausstellung befasst sich mit dem Leben der Bergarbeiter zu Beginn des 20. Jahrhunderts und der Penzberger Mordnacht.             | 1994                | Stadt Penzberg                                                  | Bergarbeiter-Wohnhaus mit modernem Anbau    | weitere Bilder |      |
| Polling                     | Museum Polling                         | Das Museum im ehemaligen Seminaristengebäude des Klosters zeigt eine vielseitige Sammlung von Exponaten zur religiösen Kunst, Naturkunde, Malerei und Alltagskultur.                                                         | 1929                |                                                                 | Ehemaliges Kloster Polling                  |                |      |
| Raisting                    | Heimatmuseum                           | Die heimatkundliche Sammlung umfasst Trachten, Hausrat, landwirtschaftliche Geräte und Zeugnisse des Handwerks. | 1991                | Heimat- und Trachtenverein Raisting-Sölb e. V.                  | Alter Pfarrhof                              |                |      |
| Raisting                    | Kulturhaus Otto Hellmeier              | In den Ausstellungsräumen des Kulturhauses wird der künstlerische Nachlass des Malers Otto Hellmeier der Allgemeinheit zugänglich gemacht.                                                                                   |                     | Otto-Hellmeier-Stiftung                                         | !547.9100865511.1132065 47.910086 11.113206 |                |      |
| Schongau                    | Stadtmuseum Schongau                   | Das Museum zeigt Exponate zur Vor- und Frühgeschichte des Schongauer Landes und der Stadtgeschichte, sakrale Kunst aus der ehemaligen Erasmuskirche sowie ein Münzkabinett mit dem Schongauer Münzschatzfund.                | 1891                | Arbeitsgemeinschaft Stadtmuseum im Historischen Verein Schongau | Ehemalige Spitalkirche St. Erasmus          | weitere Bilder |      |
| Schwabsoien                 | Hammerschmiedemuseum                   | Neben dem restaurierten Hammerwerk zeigt das Museum historische Werkzeugmaschinen und eine Dokumentation der Geschichte der Hammerschmiede.                                                                                  | 1998                |                                                                 | !547.8367335510.8238505 47.836733 10.82385  | weitere Bilder |      |
| Schwabsoien                 | Kutschenmuseum                         | Die private Sammlung umfasst mehr als 30 historische Kutschen und Schlitten aus verschiedenen Epochen. | 2004                | Privat                                                          | !547.8361195510.8276145 47.836119 10.827614 |                |      |
| Steingaden                  | Klostermuseum im Pfarrhof              | Das Museum im ehemaligen Apothekentrakt zeigt Exponate aus allen Epochen der 650-jährigen Steingadener Klostergeschichte. |                     |                                                                 | Ehemaliges Kloster Steingaden               |                |      |
| Steingaden                  | Wallfahrtsmuseum Wieskirche            | Das Museum zeigt die Entwicklung der Wallfahrt zum Gegeißelten Heiland auf der Wies vom sogenannten Tränenwunder bis zum Bau der Wieskirche.                                                                                 | 1988                |                                                                 | Prälatenhaus der Wieskirche                 | weitere Bilder |      |
| Weilheim in Oberbayern      | Schützenmuseum                         | Die Sammlung vermittelt einen Einblick in die Schützentradition der Stadt Weilheim in Oberbayern. | 1995                | Königlich privilegierte Feuerschützengesellschaft Weilheim      | Alte Schießstätte                           |                |      |
| Weilheim in Oberbayern      | Stadtmuseum Weilheim i. OB             | Die Dauerausstellung des Museums ist wegen baulicher Sanierung und Neugestaltung geschlossen. Es finden weiterhin Sonderausstellungen statt.                                                                                 | 1882                | Stadt Weilheim i. OB                                            | Altes Rathaus am Marienplatz                | weitere Bilder |      |
| Weilheim in Oberbayern      | Weilheimer Krippenmuseum               | Auf zwei Etagen sind mehr als 100 Krippen mit über 1000 teils historischen Figuren aus unterschiedlichen Kulturkreisen ausgestellt.                                                                                          | 2018                | Privat                                                          | Ehemalige Remise                            |                |      |